# Flux (álbum)
Flux es el cuarto álbum de estudio de la cantante estadounidense Poppy. Sería producido por Justin Meldal-Johnsen y publicado el 24 de septiembre de 2021 a través de Sumerian Records. El disco, con un sonido más orgánico en comparación con trabajos anteriores como I Disagree, tendría un recibimiento positivo por parte de la crítica.

## Antecedentes y lanzamiento
Según Poppy durante una entrevista con Spin, "[ella] quería que la composición fuera el punto focal, más que la montaña rusa de emociones que era de I Disagree". El álbum fue producido por Justin Meldal-Johnsen, quien previamente trabajó con Paramore, Beck, M83, St. Vincent. El 30 de junio de 2021, Poppy lanzó el sencillo principal del nuevo álbum titulado "Her". La canción principal fue lanzada como el segundo sencillo del álbum. El 25 de agosto de 2021, Poppy lanzó el tercer sencillo del álbum titulado "So Mean" y lo lanzó con un video musical adjunto. El álbum fue lanzado el 24 de septiembre de 2021.

## Composición
Flux ha sido descrito como rock alternativo, grunge, pop punk, shoegaze, dream pop y punk rock. AllMusic llamó al álbum "un sencillo disco de rock". Según Spin, el álbum "[se basa] en stoner metal ('Lessen the Damage'), pop punk ('So Mean'), new wave ('Hysteria') y shoegaze-dream pop ('As Strange As It Seems') en ráfagas satisfactorias". La pista del título utiliza algunos elementos electrónicos. El álbum presenta un sonido más orgánico en comparación con su álbum anterior. Según Poppy durante una entrevista con Spin, "para que todos estemos juntos en la sala, Justin quería hacer un disco en vivo. Y mencionó al principio: sus palabras exactas fueron: 'Nunca he estado tan poco preparado para empezar un disco', lo cual me hizo mucha ilusión”.

## Lista de canciones
| N.º | Título                   | Duración |  |
| 1.  | «Flux»                   | 5:00     |  |
| 2.  | «Lessen the Damage»      | 2:21     |  |
| 3.  | «So Mean»                | 2:56     |  |
| 4.  | «On the Level»           | 3:25     |  |
| 5.  | «Hysteria»               | 4:20     |  |
| 6.  | «Her»                    | 2:08     |  |
| 7.  | «Bloom»                  | 3:50     |  |
| 8.  | «As Strange As It Seems» | 4:05     |  |
| 9.  | «Never Find My Place»    | 4:00     |  |